# Cat Scratch Fever (canción)
«Cat Scratch Fever» es una canción del guitarrista estadounidense Ted Nugent, lanzada como sencillo en julio de 1977 e incluida en su tercer álbum de estudio, Cat Scratch Fever. El tema se convirtió en uno de los mayores éxitos de su carrera, logrando posicionarse en el puesto número 30 del Billboard Hot 100 ese mismo año.En 2009 VH1 la nombró la 32.ª mejor canción de hard rock de todos los tiempos

## Composición
«Cat Scratch Fever» está compuesta en una tonalidad menor y se caracteriza por su distintivo riff de tres notas. La canción presenta un estilo clásico de hard rock con elementos de heavy metal, estructura de verso-estribillo, guitarras distorsionadas y ritmo constante. AllMusic describió el tema como un "clásico de rock agresivo", alabando su pegajosidad y crudeza.

## Usos en cultura popular
La canción ha aparecido en diversas producciones audiovisuales. Se incluyó en películas como Lords of Dogtown (2005), EDtv (1999), Minions 2: The Rise of Gru y The Stoned Age (1994). También forma parte del repertorio jugable del videojuego Guitar Hero: Aerosmith (2008).

## Versiones
Pantera grabó una versión para la banda sonora de la película Detroit Rock City (1999)
La banda británica Motörhead incluyó su propia versión en el álbum March ör Die (1992)
La película Beer for My Horses donde Ted Nugent haria del oficial "Skunk" contaría con una versión de este tema siendo distribuida por los servicios de streaming de Ted Nugent además es usada en la película Minions: The Rise of Gru
La canción sería versionada por el guitarrista Jake E. Lee (conocido por ser guitarrista de Ozzy Osbourne de 1983 a 1986) para la compilación Hair Metal In Covers Vol. 3 dándole un estilo de glam metal
La banda Fudge Tunnel haría su versión de la canción para su álbum debut Hate Songs in E Minor dándole un estilo Sludge Metal y Noise rock además que según la banda el album iría dedicado a Ted Nugent
el músico estadounidense Rick Derringer haría un cover en vivo en el club The Ritz, en la ciudad de Nueva York en 1982

## Personal
- Ted Nugent – voz principal, guitarra solista
- Derek St. Holmes – guitarra rítmica, coros
- Rob Grange – bajo
- Cliff Davies – batería, coros